# Екатериновка (Колпнянский район)
Екатериновка — деревня в Колпнянском районе Орловской области. Входит в состав Карловского сельского поселения. Население — 93 чел. (2010).

## История
В архивном документе 1795 года написано: «село Колпенское реки Сосны и оврага Дубового на левых сторонах». В его состав входили сельца (селения с усадьбами помещиков) Черниково, Озерки, Андреевка, Борисовка, Крутое, Вышняя Андреевка. Вышняя Андреевка — ныне Екатериновка — имело два господских дома.

## География
Екатериновка находится в пределах центральной части Среднерусской возвышенности, в лесостепной зоне, в юго-восточной части области, в центральной части района.
Уличная сеть не выражена; деревня сформирована обособленными кварталами.
Климат
Климат умеренно континентальный; средняя температура января −8,5 °C, средняя температура июля +18,5 °C. Среднегодовая температура воздуха составляет +4,6 °C. Абсолютный минимум температуры воздуха составляет −38 °C, а абсолютный максимум +37 °C. Годовое количество осадков 500—550 мм, в среднем 515 мм. Количество поступающей солнечной радиации составляет 91-92 ккал/см². По агроклиматическому районированию деревня Екатериновка, также как и весь район и поселение, относится к южному с коэффициентом увлажнения 1,2-1,3.
Часовой пояс
деревня Екатериновка, как и вся Орловская область, находится в часовой зоне МСК (московское время). Смещение применяемого времени относительно UTC составляет +3:00.

## Население
| 2002 | 2010 |
| ---- | ---- |
| 105  | ↘93  |

Национальный состав
Согласно результатам переписи 2002 года, в национальной структуре населения русские составляли 89 % от общей численности населения в 105 жителей

## Инфраструктура
Личное подсобное хозяйство с зоной сельскохозяйственного использования, индивидуальная застройка усадебного типа. Свыше 20 домов газифицированы. Газопровод низкого давления обслуживает Орловский филиал ОАО «Газпромрегионгаз» Колпнянский РЭУ.

## Транспорт
В деревне сходятся три автодороги местного значения:
- 54-223 ОП МР 223С-48 А/д «Глазуновка — Малоархангельск — Колпны — Долгое- Екатериновка», она же 54 ОП РЗ 54К-8 (Постановление Правительства Орловской области от 19.11.2015 N 501 (ред. от 20.12.2017) «Об утверждении Перечня автомобильных дорог общего пользования регионального и межмуниципального значения Орловской области»);
- 54-223 ОП МР 223С-49 А/д «Глазуновка — Малоархангельск — Колпны — Долгое- Екатериновка»;
- 54-223 ОП МР 223С-50 «Екатериновка — Даниловка»[2].

Остановка общественного транспорта «Екатериновка».